# Беб Бакхејс
Елиса Хендрик „Беб“ Бакхејс (16. април 1909 — Хаг, 7. јул 1982) био је холандски фудбалер и тренер.

## Клупска каријера
Бакхејс је дебитовао за сениорски тим ХБС-а 27. септембра 1925. против Харлема и постигао 36 голова у 44 меча за њих. Придружио се Зак-у а после тога је играо и са ТОР-ом у својој родној Холандској Источној Индији док је радио за Батафшхе Петролеум из Сурабаје. Вратио се у Зак, а касније у ХБС. 1937. контроверзно прелази у ВВВ.
Постао је други холандски играч који је играо ван земље  када је потписао као професионалац за Мец 1937. године, где је завршио његову клупску каријеру. Први холандски репрезентативац који је играо у иностранству био је голман Герит Кајзер. Бакхејс је био познат по својим ронећим ударцима главом. Током Другог светског рата био је принуђен да ради у Лајпцигу.

## Репрезентација
Бакхејс је постигао 28 голова у 23 утакмице за репрезентацију Холандије. Представљао је Холандију на Светском првенству у фудбалу 1934.